# كارين سترونج
كارين سترونج (بالإنجليزية: Karen Strong)‏ مواليد 23 سبتمبر 1953 في تورونتو، هي دراج كندية سابقة. سبق أن شاركت في دورة الألعاب الأولمبية الصيفية.

## روابط خارجية
- كارين سترونج على موقع أرشيف الدراجات (الإنجليزية)
- كارين سترونج على موقع أوليمبيديا (الإنجليزية)